# Gītarī
Gītarī (persiska: گیتری, Gītrī) är en ort i Iran.   Den ligger i provinsen Kerman, i den centrala delen av landet, 700 km sydost om huvudstaden Teheran. Gītarī ligger 2 091 meter över havet och antalet invånare är 178.
Terrängen runt Gītarī är huvudsakligen kuperad, men västerut är den bergig. Terrängen runt Gītarī sluttar österut.Runt Gītarī är det glesbefolkat, med 15 invånare per kvadratkilometer. Närmaste större samhälle är Kūhbanān, 12,7 km söder om Gītarī. Omgivningarna runt Gītarī är i huvudsak ett öppet busklandskap.